# Parroquia de Santa Ana de El Pino
La Parroquia de Santa Ana de El Pino es un templo católico del siglo xx ubicado en el barrio de O Pino, en Orense (Galicia, España).

## Historia
La parroquia, surgida como tal el 15 de enero de 1954, tiene su origen en la feligresía de Santiago de Las Caldas, cuya parroquia pertenecía ya en el siglo xvii al antiguo Coto de San Miguel de Canedo, pasando a formar parte del Arcedianato de Bubal en el siglo xviii. La construcción entre 1860 y 1863 de la carretera Villacastín-Vigo, donde se halla emplazada la iglesia, supuso un considerable aumento del nivel de población de la zona al constituir dicha carretera una importante vía de comunicación junto con el puente romano, erigido en el siglo i d. C. y objeto de múltiples reformas.
El 6 de noviembre de 1970 monseñor Luigi Dadaglio, nuncio del papa Pablo VI, procedió a inaugurar la iglesia, fungiendo Luis Arce Santos como primer párroco.

## Descripción

### Exterior
La fachada, de formas simples y similar a nivel estilístico y arquitectónico a la de la iglesia parroquial de San Pío X (situada en el barrio orensano de Mariñamansa), posee tejado a dos aguas, un soportal de marco rectangular y planta semicircular con tres sencillas puertas de madera y el número 37 sobre la entrada principal identificando el inmueble, y una estructura consistente en un panel compuesto por una sucesión de columnas, cruces en relieve y pequeñas ventanas cuadradas el cual se extiende desde el dintel hasta el techo, siendo la piedra el material base del conjunto, el cual carece de campanario.

### Interior

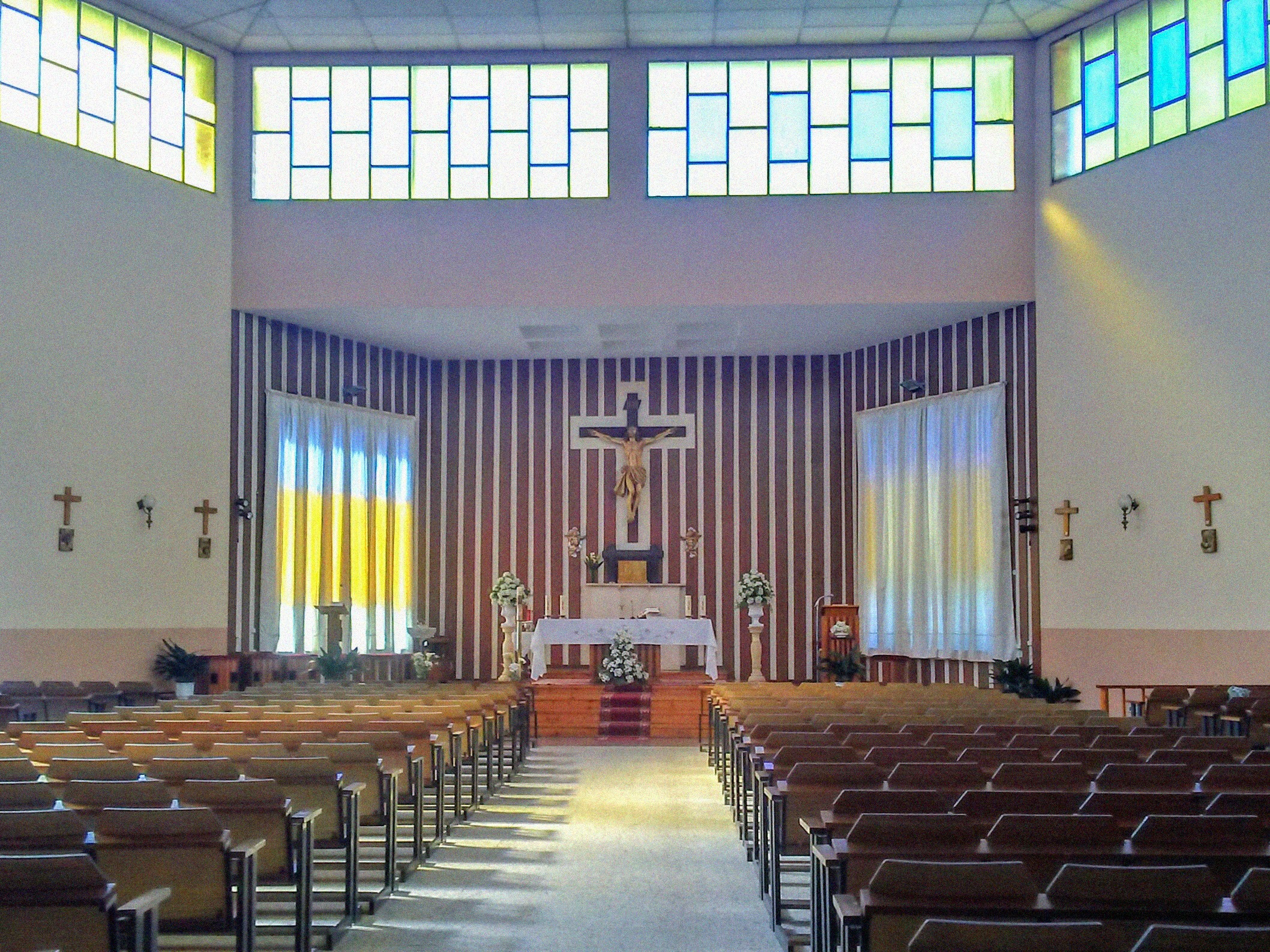
Capilla mayor

El interior, de planta hexagonal y decorado con vitrales en la zona superior de los muros de la nave, destaca por una simplicidad y austeridad acordes a los postulados del Concilio Vaticano II y a la estética imperante en las décadas de 1960 y 1970, en las que se apostaba por la sencillez y la reducción de ornamentos. La capilla mayor, de planta trapezoidal y compuesta por suelo de parqué, destaca por albergar varias láminas de madera dispuestas verticalmente sobre la pared del trasaltar dibujando una cruz latina sobre la cual se halla una imagen de Cristo crucificado custodiada a ambos lados por dos diminutos querubines, sobresaliendo en las paredes de los extremos una serie de vitrales rectangulares. En los muros laterales de la nave destacan a su vez dos espacios a cada lado también de planta trapezoidal; los dos más cercanos a la entrada albergan confesionarios, mientras que los dos más próximos al presbiterio constituyen pequeñas capillas decoradas con láminas de madera al igual que la capilla mayor: el de la izquierda, bajo una cruz latina y con ventanales a ambos lados, presenta una imagen orante de la Virgen María caracterizada por una postura frontal y hierática, mientras que el de la derecha está presidido por una estatua de Santa Ana enseñando a leer a la Virgen, siendo ambas imágenes de escaso valor artístico al igual que una pequeña talla del Sagrado Corazón situada en el lado del evangelio. El resto del templo carece de ornamentos a excepción de la tribuna, la cual, sostenida por columnas de fuste liso, presenta planta rectangular con techo atravesado por vigas y varios vitrales tras una gran cristalera presidida por una cruz y situada junto a una sencilla baranda a modo de galería, hallándose bajo la tribuna, cerca de la puerta de entrada, varios locales destinados a actividades parroquiales.

## Santa Ana
Pese a que los festejos en honor a Santa Ana (cuya fiesta se celebra el 26 de julio junto con San Joaquín) deberían corresponder a la Parroquia de El Pino por ser la santa la titular, es la Iglesia de Santiago de Las Caldas, sita en el cercano barrio de A Ponte, la que conmemora su festividad y realiza las celebraciones correspondientes, hallándose a su vez en la Catedral de San Martín dos de las imágenes de mayor valor artístico de Santa Ana en toda la ciudad; una en la Capilla del Santo Cristo (obra de Juan de Ávila en 1705) y otra en el museo catedralicio.

## Galería de imágenes

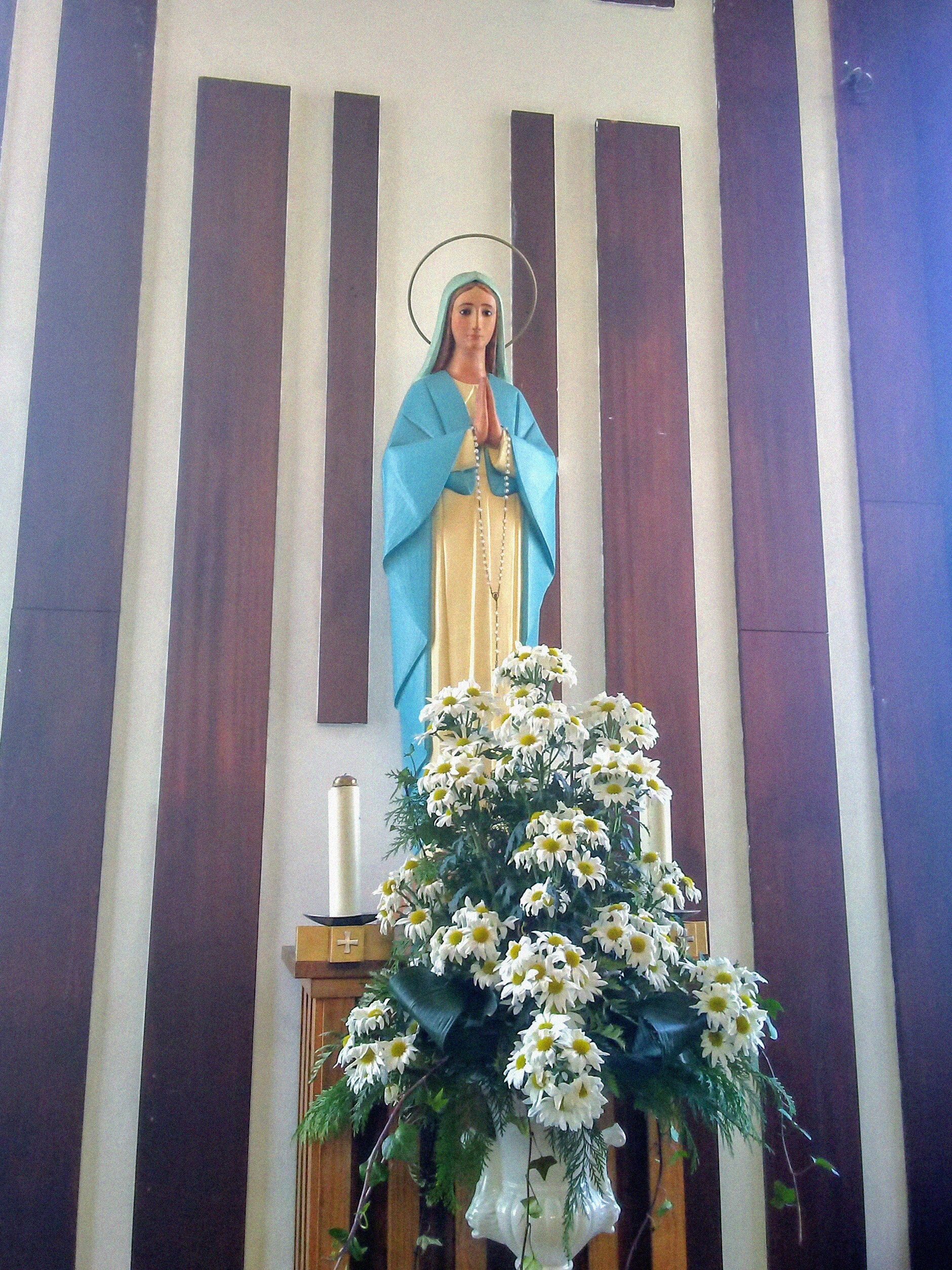
Talla de la Virgen María.
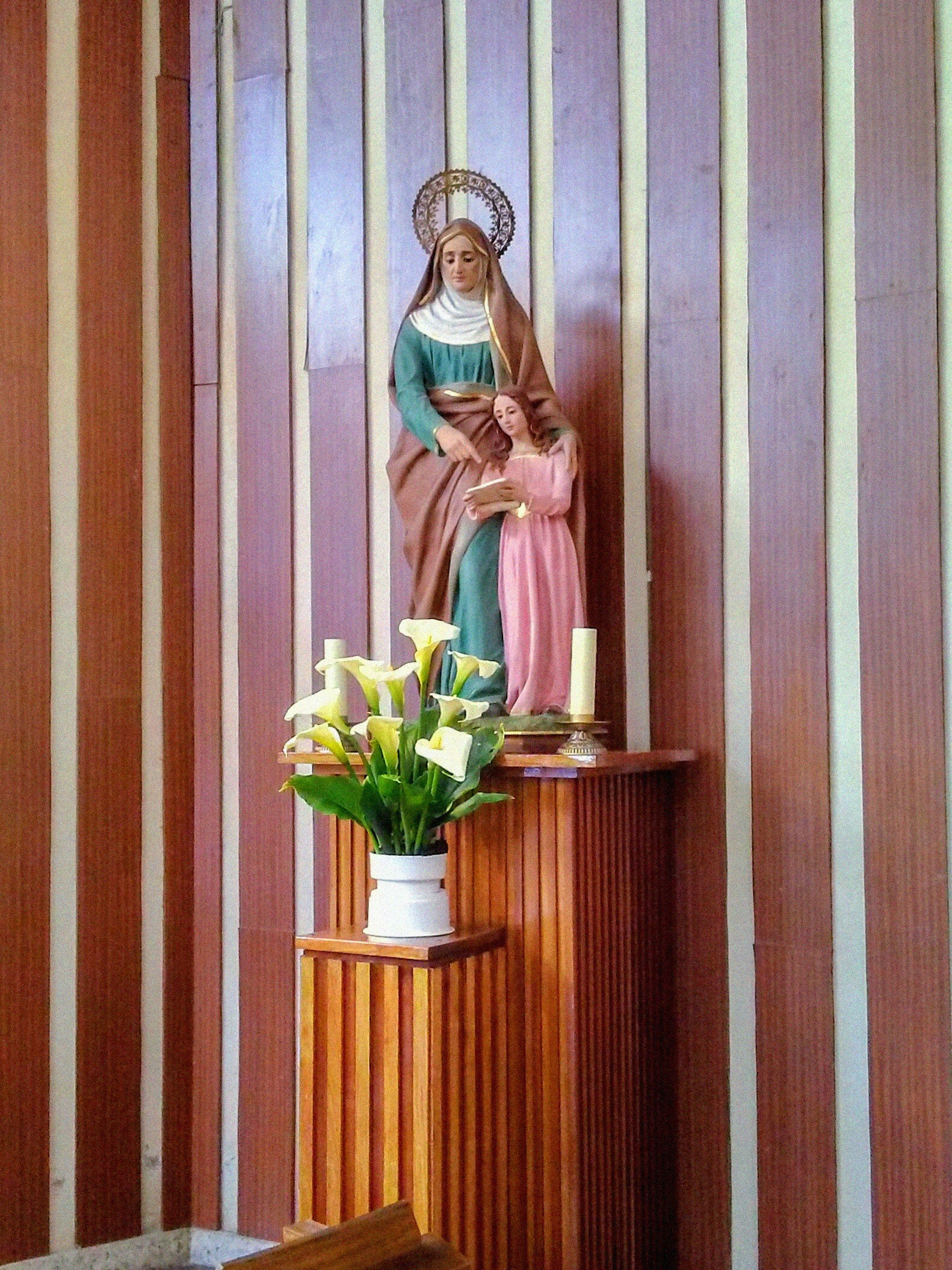
Talla de Santa Ana.
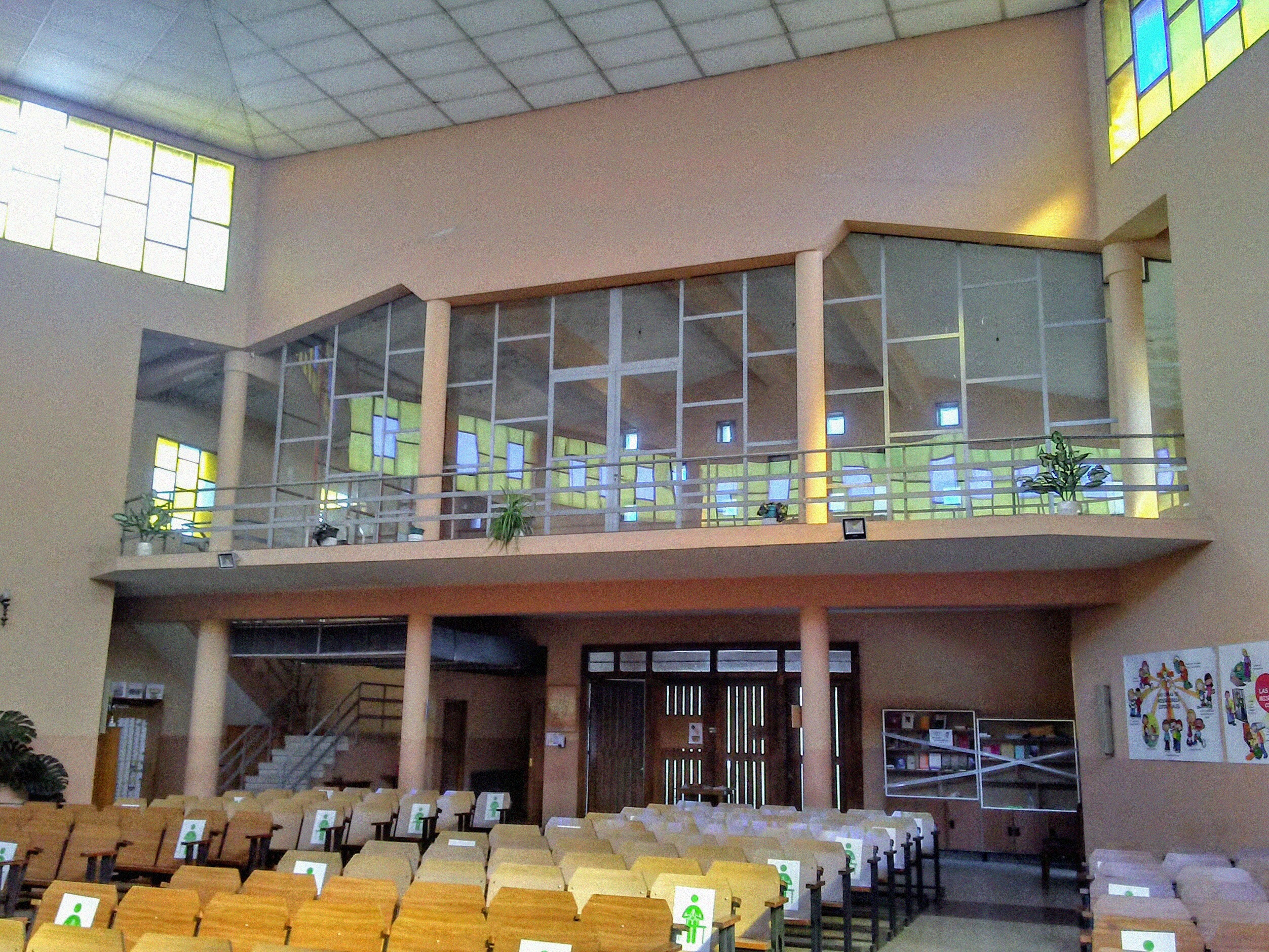
Tribuna.